# اوسلیو
اوسلیو (به ایتالیایی: Usseglio) یک کومونه در ایتالیا است که در استان تورین واقع شده‌است. اوسلیو ۹۸٫۵ کیلومتر مربع مساحت و ۲۲۴ نفر جمعیت دارد و ۱٬۲۶۰ متر بالاتر از سطح دریا واقع شده‌است.